# Boris Vladimirovič Štjurmer
Boris Vladimirovič Štjurmer, in russo Бори́с Влади́мирович Штю́рмер? (Bežeck, 27 luglio 1848 – Pietrogrado, 2 settembre 1917), è stato un politico russo.
Ricoprì numerose cariche politiche e governative tra cui quella di Primo Ministro durante il regno dello Zar Nicola II. Oltre che per le attività ministeriali è ricordato anche per il suo stretto legame con Grigorij Rasputin, una delle figure più controverse della storia russa.

## Biografia
Štjurmer nacque in una famiglia di proprietari terrieri del distretto di Bežeck. Suo padre si chiamava Vladimir Vilgemovič Štjurmer e prima di diventare proprietario terriero era stato Capitano di Cavalleria nell'Esercito Imperiale Russo.

## Carriera
Dopo la laurea all'Università di San Pietroburgo Štjurmer iniziò a frequentare personalità di spicco degli ambienti conservatori che gli consentirono di iniziare la carriera politica e diplomatica. Dopo aver ricoperto vari ruoli secondari divenne governatore di Novgorod nel 1894 e di Jaroslavl' nel 1896. Negli anni seguenti iniziò a lavorare alle dipendenze del ministro Vjačeslav von Plehve guadagnandosi in breve la sua fiducia (nonostante le voci insistenti sulla sua cattiva gestione economica delle proprietà di famiglia) e l'ingresso nel Consiglio di Stato nel 1904, in realtà è provato che la grande fiducia di Plehve era mal riposta in quanto Stürmer aspirava in realtà a prenderne il posto, cosa che non riuscì ad ottenere subito.
Durante il periodo di governo di Stolypin non ebbe occasioni di ricoprire ruoli di primissimo piano come avrebbe voluto e la sua carriera sembrò intraprendere una parabola discendente, tuttavia nel 1913 in occasione del tricentenario della dinastia Romanov accompagnò lo Zar in un viaggio sul Volga riuscendo a mettersi in mostra e a guadagnare nuovamente prestigio e credito, guadagnandosi una candidatura (senza successo) alla carica di Sindaco di Mosca. In questo periodo inizierà a frequentare il controverso starec siberiano Rasputin, celebre per il suo giro di amici funzionari corrotti, diventandone grande amico.

## Primo Ministro
Grazie all'amiciza con Rasputin la sua carriera decollò toccando l'apice il 2 febbraio 1916 quando, in seguito alle dimissioni di Ivan Goremykin, venne nominato Primo Ministro. Il suo governo fu altamente impopolare in tutti i livelli della società per via del suo rapporto con il corrotto e immorale monaco siberiano (era diffuso il sospetto che Štjurmer fosse solo un fantoccio manovrato da Rasputin), delle sue idee reazionarie e di una sospettata simpatia eccessiva per la Germania. Attaccato da più parti diede le dimissioni il 23 novembre 1916.
In seguito alle dimissioni tentò di presentarsi per un posto alla quinta Duma, tuttavia la camera non esisterà mai in quanto allo scioglimento della quarta Duma l'organismo fu soppresso dai rivoluzionari. Nel 1917 dopo la rivoluzione di febbraio Stürmer fu arrestato dai rivoluzionari e imprigionato nella Fortezza di San Pietro e San Paolo dove morì il 2 settembre.